# Панама (Айова)
Панама (англ. Panama) — місто (англ. city) в США, в окрузі Шелбі штату Айова. Населення — 235 осіб (2020).

## Географія
Панама розташована за координатами 41°43′35″ пн. ш. 95°28′32″ зх. д. / 41.72639° пн. ш. 95.47556° зх. д. (41.726351, -95.475476).  За даними Бюро перепису населення США в 2010 році місто мало площу 0,74 км², уся площа — суходіл.

## Демографія
Згідно з переписом 2010 року, у місті мешкала 221 особа в 98 домогосподарствах у складі 57 родин. Густота населення становила 298 осіб/км².  Було 107 помешкань (144/км²).
Расовий склад населення:
| - 96,4 % — білих - 1,8 % — осіб інших рас |

До двох чи більше рас належало 1,8 %. Частка іспаномовних становила 1,8 % від усіх жителів.
За віковим діапазоном населення розподілялося таким чином: 25,8 % — особи молодші 18 років, 56,1 % — особи у віці 18—64 років, 18,1 % — особи у віці 65 років та старші. Медіана віку мешканця становила 40,5 року. На 100 осіб жіночої статі у місті припадало 85,7 чоловіків;  на 100 жінок у віці від 18 років та старших — 95,2 чоловіків також старших 18 років.
Середній дохід на одне домашнє господарство  становив 67 398 доларів США (медіана — 54 792), а середній дохід на одну сім'ю — 85 304 долари (медіана — 90 625). Медіана доходів становила 50 000 доларів для чоловіків та 40 357 доларів для жінок. За межею бідності перебувало 7,6 % осіб, у тому числі 0,0 % дітей у віці до 18 років та 27,0 % осіб у віці 65 років та старших.
Цивільне працевлаштоване населення становило 110 осіб. Основні галузі зайнятості: транспорт — 41,8 %, освіта, охорона здоров'я та соціальна допомога — 21,8 %, виробництво — 9,1 %, роздрібна торгівля — 3,6 %.